# Juraj Bindzár
Juraj Bindzár (24. února 1943, Pezinok – 24. června 2019) byl slovenský divadelní, televizní a filmový režisér a scenárista, autor rozhlasových a divadelních her, publicista, písničkář a básník.

## Život
Juraj Bindzár vystudoval estetiku a divadelní vědu na Filozofické fakultě Univerzity Karlovy v Praze a divadelní režii na VŠMU v Bratislavě (1972). Pracoval jako režisér dabingu (1975–1989), napsal dialogy a režíroval asi dvě stě slovenských verzí světových filmů. Inicioval a zakládal studio „LUDUS“, pro které napsal a režíroval nosné tituly – Modrý vták, Robinson, Krava, Skaza akadémiu, Turandot a další.
Byl dvě sezóny dramaturgem poetického souboru Nové scény a režisérem Československé televize v Bratislavě i poradcem náměstka pro program. V roce 1967 natočil animovaný film Oko. Následující animovaný film Aplauz byl z politických důvodů zastaven již při realizaci. Ve filmovém studiu Bratislava Koliba natočil hraný film Okresné blues (Okresní blues) podle vlastního scénáře a s autorskými písněmi. Byl zakladatelem firmy „SEZAM FILM/VIDEO“, kde natočil autorský videoexperiment Madeline-sestričky smrť, podle E. A. Poea. Je i spoluautorem autobiografického televizního filmu Oči plné sněhu. Vedl letní divadelní tábory a divadelní zájmový kroužek pro mládež. Vydal knihy Krajina nespavosti (2001), Zabi ma nežne a Šibenica pre malého muža (2002). V současnosti píše zejména povídky a novely s kriminální tematikou: Prázdny hrob (2003), Tanec s mŕtvou slúžkou (2004). V roce 2011 mu vyšla malá knížka veršů Dvojhlavé srdce a „plebejský“ román Bez dúhy, který byl mezi finalisty Anasoft Litera 2012.
Juraj Bindzár je držitelem „Ceny města Pezinok“ za uměleckou tvorbu, čtyřikrát (1998, 2000, 2003, 2005) mu byla udělena „Cenu Slovenských pohľadov“ za kulturní publicistiku. Ve „Slovenských pohľadech“ má svou pravidelnou publicisticko-kritickou rubriku „Rozhledňa“. Pro rozhlas napsal několik her a rozhlasových adaptací: Vianočné divadlo H. Ch. Andersena, Haydnova hlava, Nanebovstúpenie grófky Báthory, Urban Grandiér – záletný kňaz, Hry so smrťou, Horiaci chlapec; Natali, Natali!; Liselotte, komtesa opica; Rytier Etien; Piata sirota; Vianočná ryba princeznej Johany; Spasiba Wolfi; Pochovávanie vrabca; Hodina psa a další.
Pro firmu „Elán-Mebara“ natočil v roce 1992 čtyři audiopohádky s původními písničkami (Ako Winetou Jánošíka ratoval, Tri strigy, Robinson, Modrý vták).
Jako písničkář byl aktivní přibližně od poloviny šedesátých let 20. století, kdy začal skládat vlastní písně a otextovávat písně z repertoáru zahraničních folkových písničkářů, zejména Boba Dylana. Texty psal a písně zpíval převážně v „Pezinském dialektu“ (např. Balada presmutná o strašlive smrci strojvodcu Zbudzilu velkého štramáka je americká lidová Casey Jones; V ulici pusté je The Times They Are a-Changin' Boba Dylana apod.)
Juraj Bindzár je laureátem festivalu Martinské folkfórum 1986, český časopis Melodie ho v roce 1988 označil za jeden z objevů roku. Koncertně hrával zejména v osmdesátých letech, kdy v rámci různých svých filmových a televizních projektů spolupracoval i s písničkářským sdružením Slnovrat.

## Filmografie
- 1967: OKO (animovaný film)
- 1983: Filmári
- 1983: Saša
- 1986: Plachý havraní tieň (tv. film)
- 1986: Divadlo bez tmy (tv. dokument)
- 1988: Fašírka (šestidílný tv. seriál pro děti)
- 1988: Grimasa 1.–6 (cyklus filmových tv. bajek)
- 1987: Divadlo predmet nepovinný (1.–4) tv. dokument
- 1989: Vínečko krvavé, fijalkový koreň (tv. film) filmové balady
- 1990: Okresné blues
- 1991: Madeline, sestrička smrť, tv. videofilm
- 1992: Duo Zemganno I., II.
- 1999: Až sa kameň zahojí (filmový scénář podle románu Štefana Moravčíka Sedláci)

Hudební dokumenty o Juraji Bindzárovi
- 1974 Ze strnyska vetr píska (režie Ján Fajnor)
- 1974 Zostalo len slovo (r. Ján Fajnor)
- 1991 Pesničkári slovenskí: Juraj Bindzár (r. Milan Homolka)
- 1996 Pesničkári slovenskí – Juraj Bindzár II: Lynčujte ma, prosím, jemne... (r. Milan Homolka)

Písně J. Bindzára ve filmech
- 1978 Víťaz (režie Dušan Trančík) – pieseň Po štreke lásky večne musím mašírovat dál
- 1981 Vlasto (r. Ján Fajnor) – píseň Mój bicykel má krídla jako fták
- 1983 Filmári (r. Juraj Bindzár) – píseň Správny chalan

CD
- Pesničkári slovenskí (CD příloha ke knize Folk na Slovensku – Hudobné centrum 2006)

## Ocenění
výběr
- 1983 Saša – Cena Literárního fondu za režii
- 2002 Liselotte, komtesa opica – hlavní cena na přehlídce rozhlasových her
- 2005 Piata sirota – hlavní cena na přehlídce rozhlasových her
- Juraj Bindzár je čtyřnásobným držitelem Slovenských pohľadov za publicistiku a kritiku (1998, 2000, 2003, 2005)